# Fannaråki
Fannaråki (o Fannaråken) es una montaña en el municipio de Lustre en el condado de Vestland, Noruega. La montaña, de 2068 metros (2261,6 yd),se encuentra en el Parque Nacional Jotunheimen, justo al sur del lago Prestesteinsvatnet y la carretera Sognefjellsvegen. Esta montaña se encuentra a unos 6 kilómetros (3,7 mi) al norte de las montañas Skagastølstindane (Store Skagastølstind, Vetle Skagastølstind, Midtre Skagastølstind, Sentraltind, Store Styggedalstind y Jervvasstind).

## Nombre
El primer elemento se deriva de la palabra fonn que significa "glaciar hecho de nieve" y el último elemento es la forma finita de råk que significa "cresta de la montaña".